# Fangshan (Lüliang)
Fangshan (方山县,  Fāngshān Xiàn) ist ein chinesischer Kreis, der zum Verwaltungsgebiet der bezirksfreien Stadt Lüliang im mittleren Westen der Provinz Shanxi gehört. Er hat eine Fläche von 1.439 km² und zählt 112.692 Einwohner (Stand: Zensus 2020). Sein Hauptort ist die Großgemeinde Gedong (圪洞镇).

## Administrative Gliederung
Auf Gemeindeebene setzt sich der Kreis aus vier Großgemeinden und sieben Gemeinden zusammen. 